# 山形県立霞城学園高等学校
山形県立霞城学園高等学校（やまがたけんりつかじょうがくえんこうとうがっこう、Yamagata Prefectural Kajō-Gakuen High School）は、山形県山形市城南町に立地する霞城セントラル内にある県立高等学校。

## 設置学科
- 定時制課程（I部〜III部）普通科。I部は平日午前中、II部は午後、III部は夜間に授業を行う。
- 通信制課程（IV部）普通科、服飾科[1]（山形東高時代は『被服科』という名称だった）。
週2回以上、日曜日の日中に授業。他に週1回以上、水曜日に「補習授業」を行う。
- 服飾科以外は単位制をとっていて、総取得単位が74単位以上で卒業出来る。
また、生涯学習講座、高等学校卒業程度認定試験・英検等の技能検定の成績、前在籍校での取得済単位の大半も本校で単位認定される。

## 沿革
1997年4月13日に山形県立山形東高等学校の定時制課程、通信制課程および山形県立山形工業高等学校の定時制課程が分離され、山形県立霞城学園高等学校が開校した。

## アクセス
- JR山形駅西口より徒歩3分（山形駅東西自由通路「アピカ」により駅と霞城セントラル2Fが直結）
- 山形駅前バスターミナルより徒歩4分（山形駅東西地下通路により駅前広場と霞城セントラルが直結）

## 主な卒業生
- 佐藤綾子 - プロレスラー
- 摂津颯登 - サッカー選手
- 後藤翼ジェニー - YouTuber